# Sykkylven
Sykkylven és un municipi situat al comtat de Møre og Romsdal, Noruega. Té 7.675 habitants (2016) i té una superfície de 337.75 km². El centre administratiu del municipi és el poble d'Aure.